# ITF Traralgon
Das ITF Traralgon ist ein Tennisturnier der ITF Women’s World Tennis Tour, das in Traralgon ausgetragen wird.

## Siegerliste

### Einzel
| Jahr | Kategorie | Siegerin               | Finalgegnerin   | Ergebnis       |
| ---- | --------- | ---------------------- | --------------- | -------------- |
| 2006 | $25.000   | Raquel Kops-Jones      | Casey Dellacqua | 6:4, 6:2       |
| 2007 | $25.000   | Jessica Moore          | Sandy Gumulya   | 6:4, 6:4       |
| 2008 | $25.000   | Jarmila Gajdošová      | Melanie South   | 6:3, 3:6, 6:1  |
| 2010 | $25.000   | Julia Glushko          | Sacha Jones     | 2:6, 7:5, 7:64 |
| 2011 | $25.000   | Casey Dellacqua        | Sacha Jones     | 7:5, 7:66      |
| 2012 | $25.000   | Ashleigh Barty         | Arina Rodionowa | 6:2, 6:3       |
| 2022 | W60       | Yuan Yue               | Paula Ormaechea | 6:3, 6:2       |
| 2022 | W25       | Priska Madelyn Nugroho | Naiktha Bains   | 6:4, 6:4       |
| 2022 | W25       | Destanee Aiava         | Lizette Cabrera | 6:3, 6:74, 6:4 |

### Doppel
| Jahr | Kategorie | Siegerinnen                               | Finalgegnerinnen                    | Ergebnis          |
| ---- | --------- | ----------------------------------------- | ----------------------------------- | ----------------- |
| 2006 | $25.000   | Christina Horiatopoulos Raquel Kops-Jones | Casey Dellacqua Sunitha Rao         | 6:2, 7:65         |
| 2007 | $25.000   | Erika Sema Yurika Sema                    | Courntey Nagle Robin Stephenson     | 6:2, 6:2          |
| 2008 | $25.000   | Natalie Grandin Robin Stephenson          | Jarmila Gajdošová Jessica Moore     | 6:4, 6:2          |
| 2010 | $25.000   | Tímea Babos Melanie South                 | Jarmila Groth Jade Hopper           | 6:3, 6:2          |
| 2011 | $25.000   | Stephanie Bengson Tyra Calderwood         | Monique Adamczak Bojana Bobusic     | 6:72, 6:1, [10:8] |
| 2012 | $25.000   | Cara Black Arina Rodionowa                | Ashleigh Barty Sally Peers          | 2:6, 7:64, [10:8] |
| 2022 | W60       | Emina Bektas Tara Moore                   | Catherine Harrison Aldila Sutjiadi  | 0:6, 7:61, [10:8] |
| 2022 | W25       | Naiktha Bains Alana Parnaby               | Haruna Arakawa Natsuho Arakawa      | 7:64, 6:2         |
| 2022 | W25       | Destanee Aiava Katherine Westbury         | Priska Madelyn Nugroho Ankita Raina | 6:1, 4:6, [10:5]  |

## Quelle
- ITF Homepage